# Pont de Periques
El Pont de Periques és un pont gòtic del municipi de Puig-reig (Berguedà) inclòs en l'Inventari del Patrimoni Arquitectònic de Catalunya.

## Descripció
Pont de quatre arcs, pla i tot de pedra. En els anys setanta ja estava fora d'ús. Nou pont de la carretera a la Guàrdia. Segons C. A. Torras era un pont de cinc arcs sobre el riu Llobregat.

## Història
Pont sobre el Llobregat de cinc arcs desiguals de punt rodó estrebats a la penya, trencat pels carlins en l'última Guerra Civil, l'arcada més gran fou restaurada aplanant-la en el seu centre fer suavitzar els pendents traient-li amb aquest retoc gran part de la seva esveltesa. (Berguedà 190)
És una construcció patrocinada pels Templers, senyors del terme i castell de Puig-Reig des de l'any 1187. Fou bastit a finals del segle xiii o començaments del segle xiv sobre el Llobregat i comunicava la riba esquerra amb el sector de Merlès i les Serres de Biure, i més concretament el Castell de Puig-Reig i la granja-convent que els Templers varen bastir sobre un petit penyal que domina el riu i el castell.

## Galeria

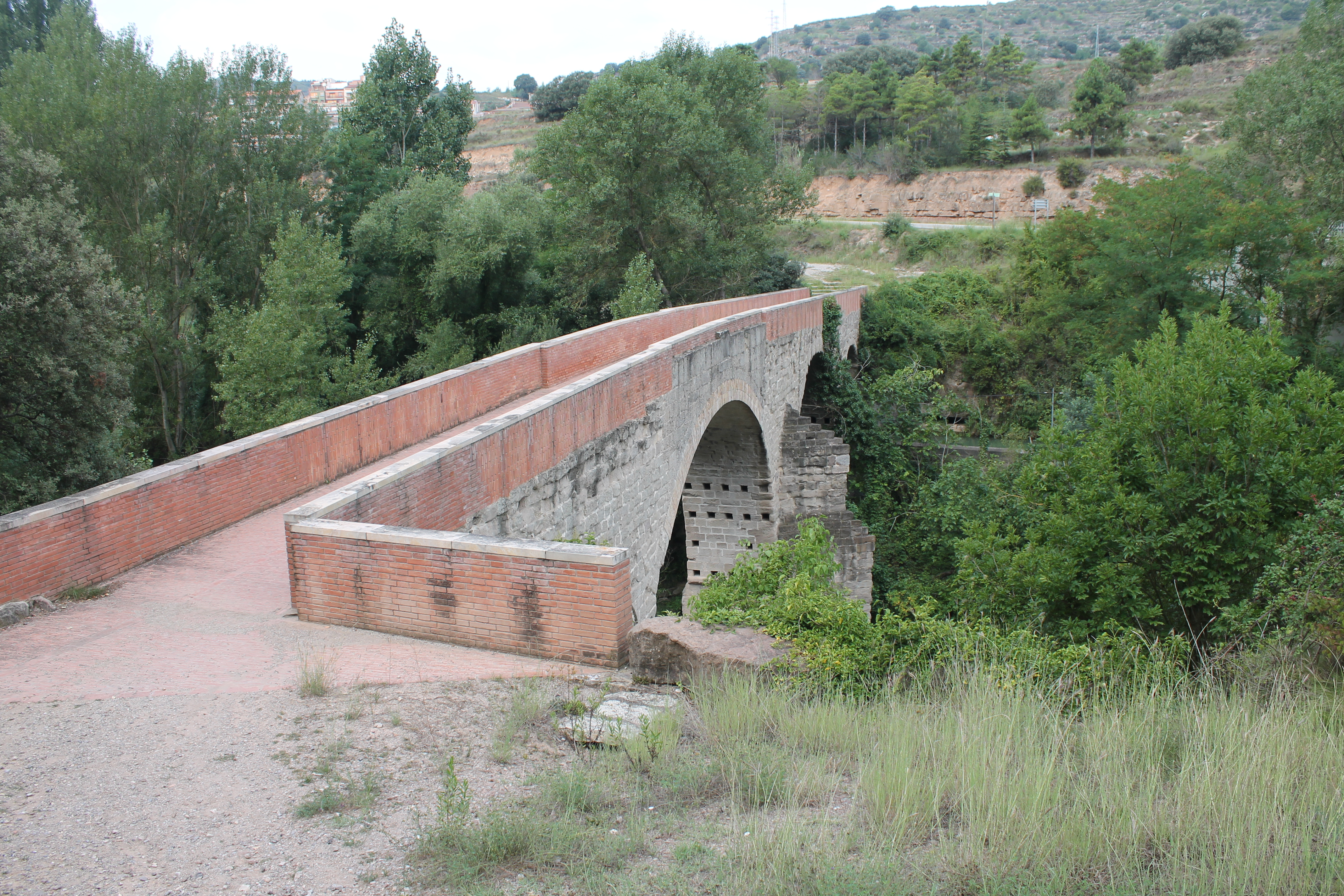
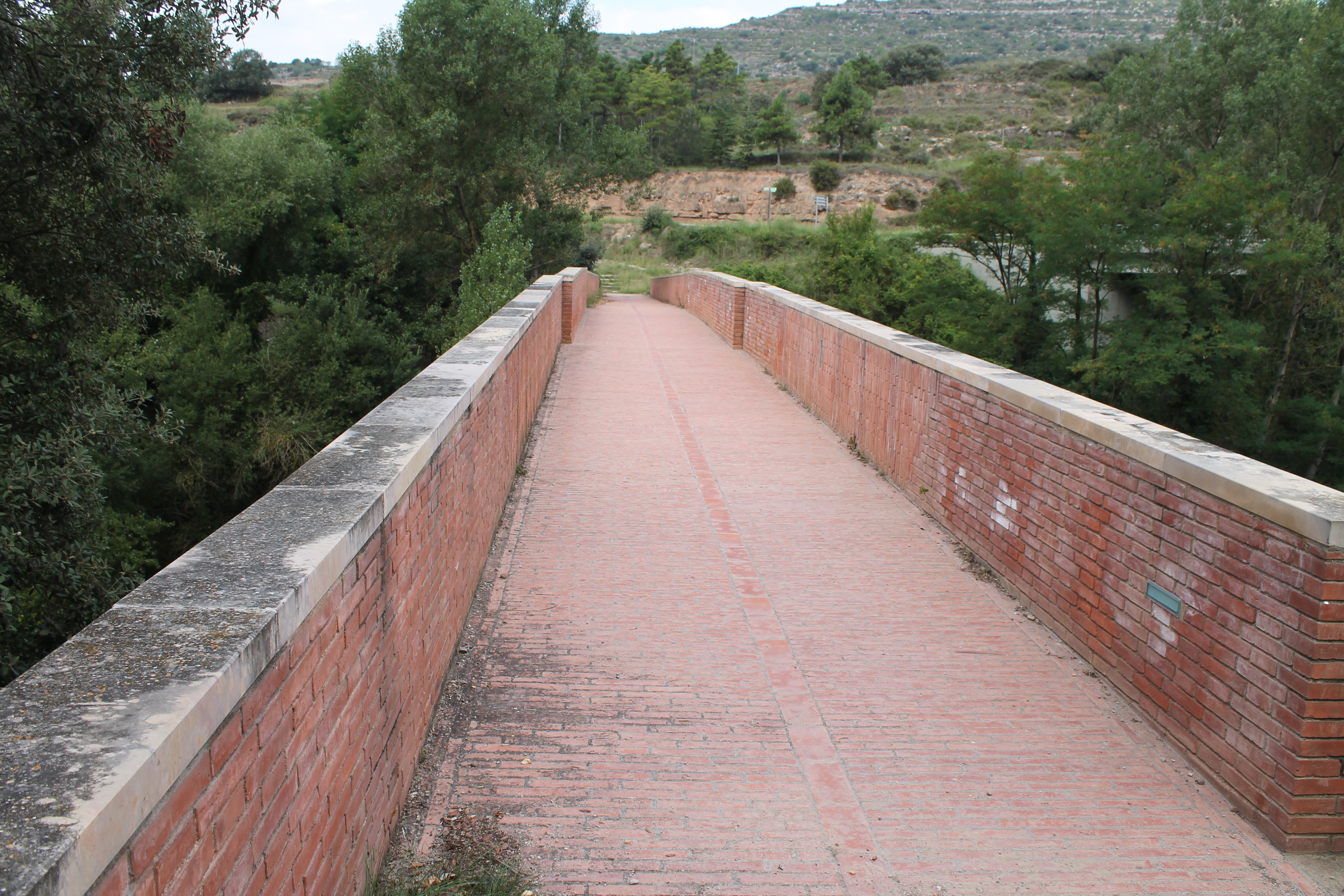
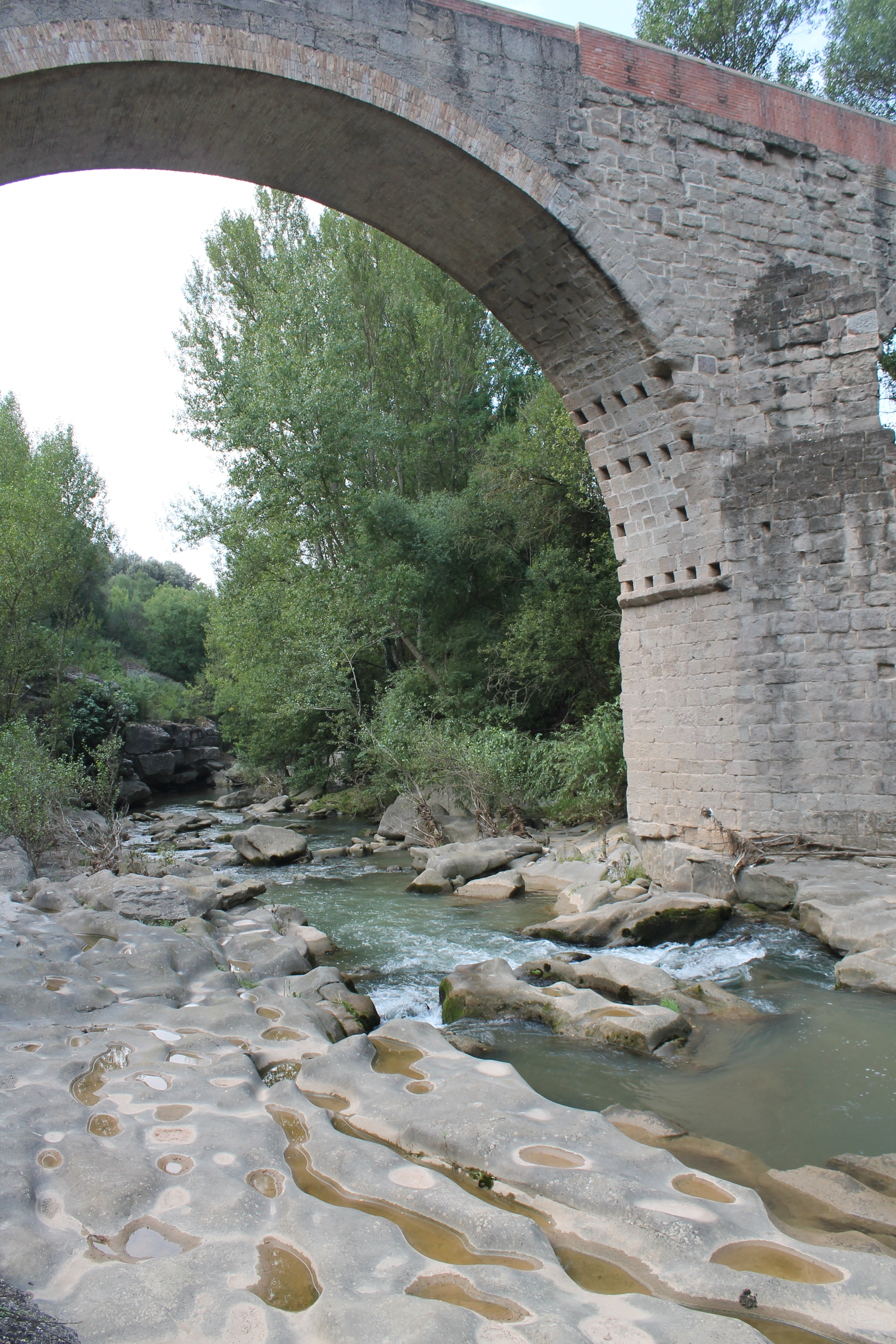
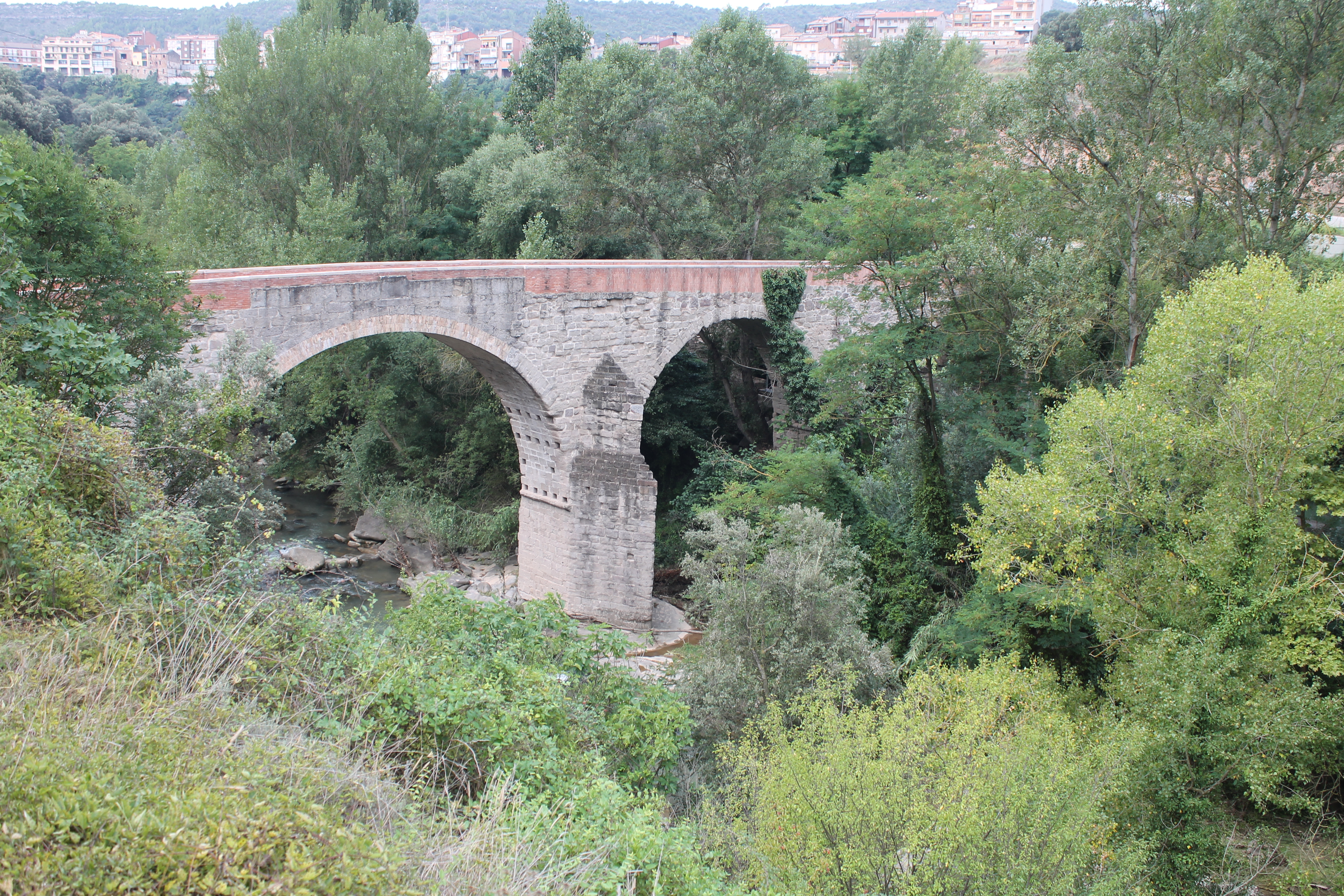

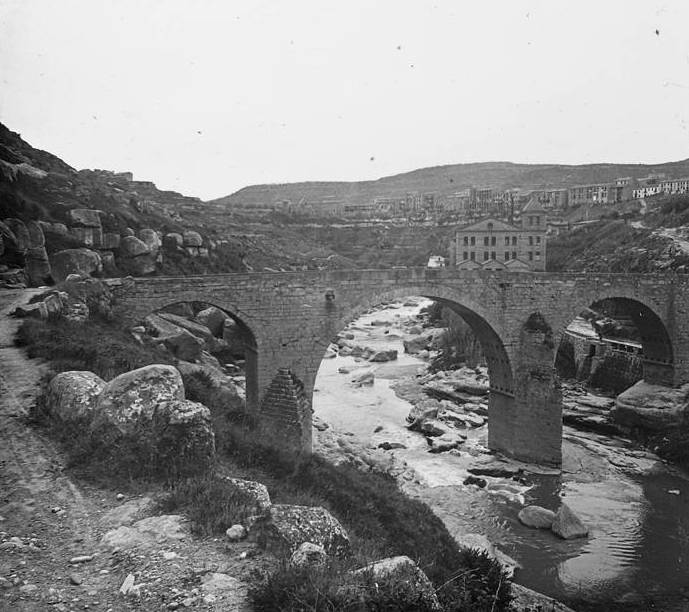
Pont de Periques el 1917, amb la fàbrica de Cal Casas al fons